# Hasan Ayaroğlu
Hasan Ayaroğlu (sinh 22 tháng 3 năm 1995) là một cầu thủ bóng đá Thổ Nhĩ Kỳ thi đấu ở vị trí tiền đạo cho Kastamonuspor mượn từ Eskişehirspor. Anh ra mắt Süper Lig ngày 25 tháng 3 năm 2012.